# Tomakomai
Tomakomai (Japans: 苫小牧市, Tomakomai-shi) is een Japanse stad in de prefectuur Hokkaido. In 2014 telde de stad 174.099 inwoners. 

## Geschiedenis
Op 1 april 1948 werd Tomakomai benoemd tot stad (shi). In 1967 werd de openlucht-kunstijsbaan Tomakomai Highland Sport Center geopend waar tussen 23 en 25 november 2018 de tweede wereldbekerwedstrijden langebaanschaatsen zullen worden gehouden; de eerste in tien jaar.

## Partnersteden
- Napier, Nieuw-Zeeland sinds 1980

Subprefecturen:
Hidaka · Hiyama · Iburi · Ishikari · Kamikawa · Kushiro · Nemuro · Okhotsk · Oshima · Rumoi · Shiribeshi · Sorachi · Soya · Tokachi

Steden:
Abashiri · Akabira · Asahikawa · Ashibetsu · Bibai · Chitose · Date · Ebetsu · Eniwa · Fukagawa · Furano · Hakodate · Hokuto · Ishikari · Iwamizawa · Kitahiroshima · Kitami · Kushiro · Mikasa · Monbetsu · Muroran · Nayoro · Nemuro · Noboribetsu · Obihiro · Otaru · Rumoi · Sapporo (hoofdstad) · Shibetsu · Sunagawa · Takikawa · Tomakomai · Utashinai · Wakkanai · Yubari